# Каор
Каор (фр. Cahors) је насељено место у Француској у региону Миди Пирене, у департману Лот.
По подацима из 2011. године број становника у месту је био 20.224, а густина насељености је износила 312 становника/km².

## Демографија
| 1962.  | 1968.  | 1975.  | 1982.  | 1990.  | 2011.  |
| ------ | ------ | ------ | ------ | ------ | ------ |
| 17.046 | 19.128 | 20.226 | 19.707 | 19.735 | 20.224 |